# П'єр Анрі Гюгоніо
П'єр-Анрі Югоніо, в україномовній науковій літературі більш відомий як Гюгоніо (нар. в Алленжуа, Ду, Франція, 5 червня 1851; помер у Нанті, Франція, у лютому 1887) — винахідник, математик і фізик, спеціаліст з гідроаеродинаміки, особливо відомий своїми роботами про ударні хвилі. Переважно жив у Монбельярі (Франш-Конте).
Після закінчення Політехнічної школи в 1872 році Гюгоніо служив в морській артилерії, став професором механіки та балістики в Артилерійській школі Лор'ян (1879—1882) і заступником директора Центральної лабораторії артилерійського флоту (1882—1884). У січні 1884 року він отримав звання капітана, а в квітні був призначений доцентом кафедри машинобудування в Політехнічній школі. Разом зі своїм колегою Іполитом Себером (1839—1930) він проводив дослідження руху газу, що супроводжує детонацію гармати.
Він винайшов теорію, засновану на збереженні маси, імпульсу та енергії, яка дозволила вдосконалити дослідження потоків рідини. На його честь названо рівняння Ренкіна-Гюгоніо в теорії ударних хвиль.

## Роботи
- Hugoniot (1887) "Mémoire sur la propagation du mouvement dans un fluide indéfini, " Journal de Mathématiques pures et appliquées (4th series), vol. 3, pages 477—492 and vol. 4, pages 153—168.
- Hugoniot (1887). Sur la propagation du mouvement dans les corps et spécialement dans les gaz parfaits (première partie). Journal de l'École Polytechnique (French) . 57: 3—97.
- Hugoniot (1889). Sur la propagation du mouvement dans les corps et spécialement dans les gaz parfaits (deuxième partie). Journal de l'École Polytechnique (French) . 58: 1—125.